# Ramón Subercaseaux Vicuña

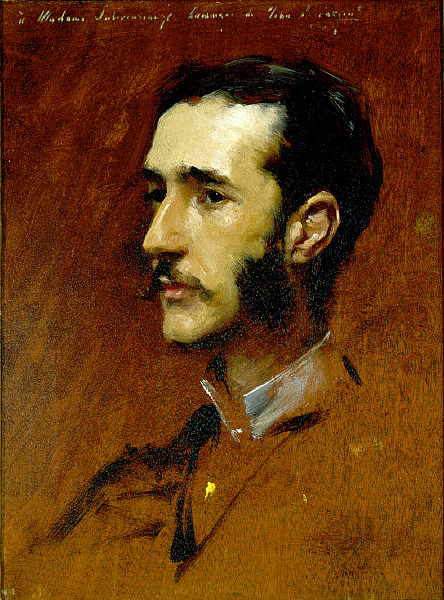
John Singer Sargent: Porträt Ramón Subercaseaux Vicuña

Ramón Subercaseaux Vicuña (* 10. April 1854 in Valparaíso; † 19. Januar 1937 in Viña del Mar) war ein chilenischer Maler, Politiker und Diplomat.

## Leben

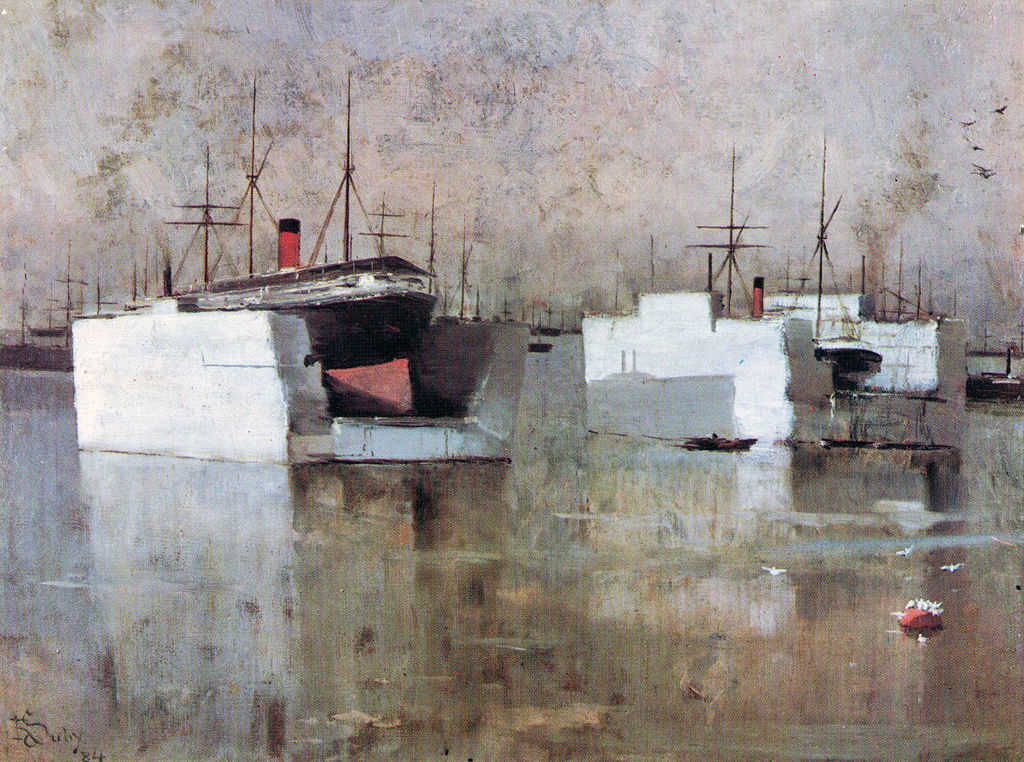
Ramón Subercaseaux Vicuña: Diques de Valparaíso

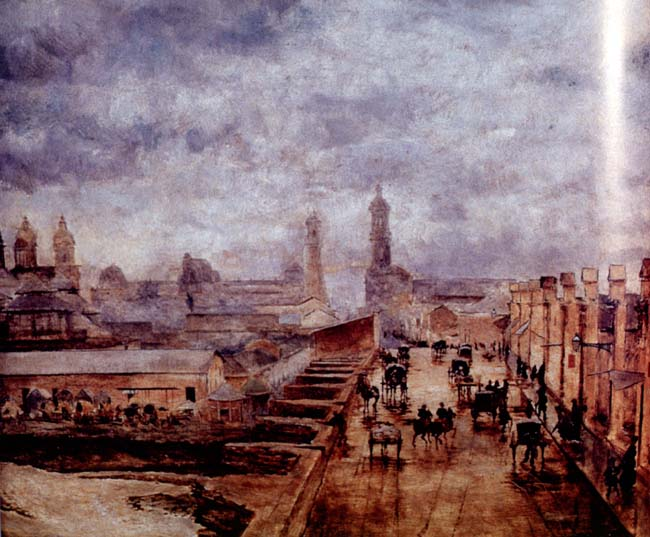
Ramón Subercaseaux Vicuña: Antiguo Puente de Cal y Canto

Ramón Subercaseaux Vicuña gehörte einer wohlhabenden und angesehenen Familie an. Sein Großvater, der Arzt Francisco Subercaseaux Breton, stammte ursprünglich aus Dax in Frankreich. Nach seiner Übersiedlung nach Chile bewirtschaftete er ein Landgut und war zudem als Bergbauunternehmer tätig. Die Eltern von Ramón Subercaseaux Vicuña waren der Kaufmann Ramón Subercaseaux Mercado und seine Frau Magdalena Vicuña Aguirre. Der Vater betrieb ein Geschäftshaus in Valparaíso und war zudem ab 1840 Mitglied des Chilenischen Senats. Ramón Subercaseaux Vicuña kam 1854 als jüngstes von 13 Kindern zur Welt.
Nach Beendigung der schulischen Ausbildung studierte er zunächst von 1871 bis 1874 Jura an der Universidad de Chile in Santiago de Chile. Darüber hinaus entwickelte er vielfältige musische Interessen. So lernte er Violine spielen und gehörte zu den Mitbegründern der Musikvereinigung Club Musical, aus dem ein Orchester und ein Männerchor hervorging. Zudem wandte er sich – zunächst als Autodidakt – der Malerei und dem Zeichnen von Karikaturen zu. Später erhielt er Malunterricht bei dem aus Deutschland stammenden Maler Ernst (Ernesto) Kirchbach, der von 1869 bis 1876 Direktor der Kunstakademie Santiago de Chile (Academia de Pintura) war.
1874 reiste er erstmals nach Europa. Hier studierte er vor allem in Paris und Rom Meisterwerke der Kunst im Original. Zu seinem Pariser Freundeskreis gehörten die Maler Pascal Adolphe Dagnan-Bouveret, Luc-Oliver Merson, Giovanni Boldini und John Singer Sargent. Besonders Sargent beeinflusste den Stil von Ramón Subercaseaux Vicuña nachhaltig. Zeugnisse der Freundschaft der beiden Maler sind die Porträts, die Sargent von Ramón Subercaseaux Vicuña und seiner Frau anfertigte (Porträt Madame Ramón Subercaseaux).
Subercaseaux Vicuña heiratete 1879 Amalia Errázuriz Urmeneta, Schwester des Malers José Tomás Errázuriz. Aus dieser Ehe gingen sechs Kinder hervor. Hierzu gehören der Maler und Benediktinermönch Pedro Subercaseaux Errázuriz, der Diplomat Luis Subercaseaux Errázuriz und der Erzbischof Juan Subercaseaux Errázuriz.
1880 hielt sich Ramón Subercaseaux Vicuña in Rom auf, wo er sowohl Malkurse an der Akademie als auch im Atelier des andalusischen Malers José García Ramos besuchte. In seiner chilenischen Heimat begann er in dieser Zeit parallel seine politische Karriere. Bereits seit 1876 war er stellvertretender Deputierter (diputado suplente) für Angol. In seinem malerischen Werk entstanden in den 1880er Jahren zahlreiche Stadtansichten, vor allem von Valparaíso, die zu den Hauptwerken seines künstlerischen Schaffens gehören. Hierin zeigt sich deutlich der Einfluss des französischen Impressionismus. Darüber hinaus begründete Subercaseaux Vicuña 1884 zusammen mit Freunden die Zeitschrift Revista de Artes y Letras.
1897 nahm er als offizieller Vertreter Chiles an den Feierlichkeiten zum 60-jährigen Thronjubiläum der britischen Königin Victoria in London teil. Von 1906 bis 1912 gehörte er als Senator (Senador) für Arauco dem chilenischen Senat an. Unter Präsident Juan Luis Sanfuentes bekleidete er zudem vom 23. Dezember 1915 bis zum 27. April 1916 das Amt des Außen-, Kultur- und Siedlungsministers. Nach Stationen als Botschafter Chiles in Berlin und Wien, trat Ramón Subercaseaux Vicuña 1924 den Posten des chilenischen Botschafters beim Heiligen Stuhl an. Er verblieb in dieser Position bis 1930 und fertigte in Rom zahlreiche Stadtansichten an, darunter Bilder vom Titusbogen und der Piazza del Popolo, sowie Innenansicht von Kirchen, wie dem Petersdom.

## Werke in öffentlichen Sammlungen
- Diques de Valparaíso, 1884, Museo Nacional de Bellas Artes, Santiago de Chile
- Entrada al Taller del Llano, 1912, Museo Nacional de Bellas Artes, Santiago de Chile
- Interior de Iglesia San Clemente, Roma, 1920, Museo Nacional de Bellas Artes, Santiago de Chile
- Flores, Museo Nacional de Bellas Artes, Santiago de Chile
- Antiguo Puente Cal y Canto, Museo Historico Nacional, Santiago de Chile